# 布里亞基
49°49′8″N 28°17′1″E / 49.81889°N 28.28361°E

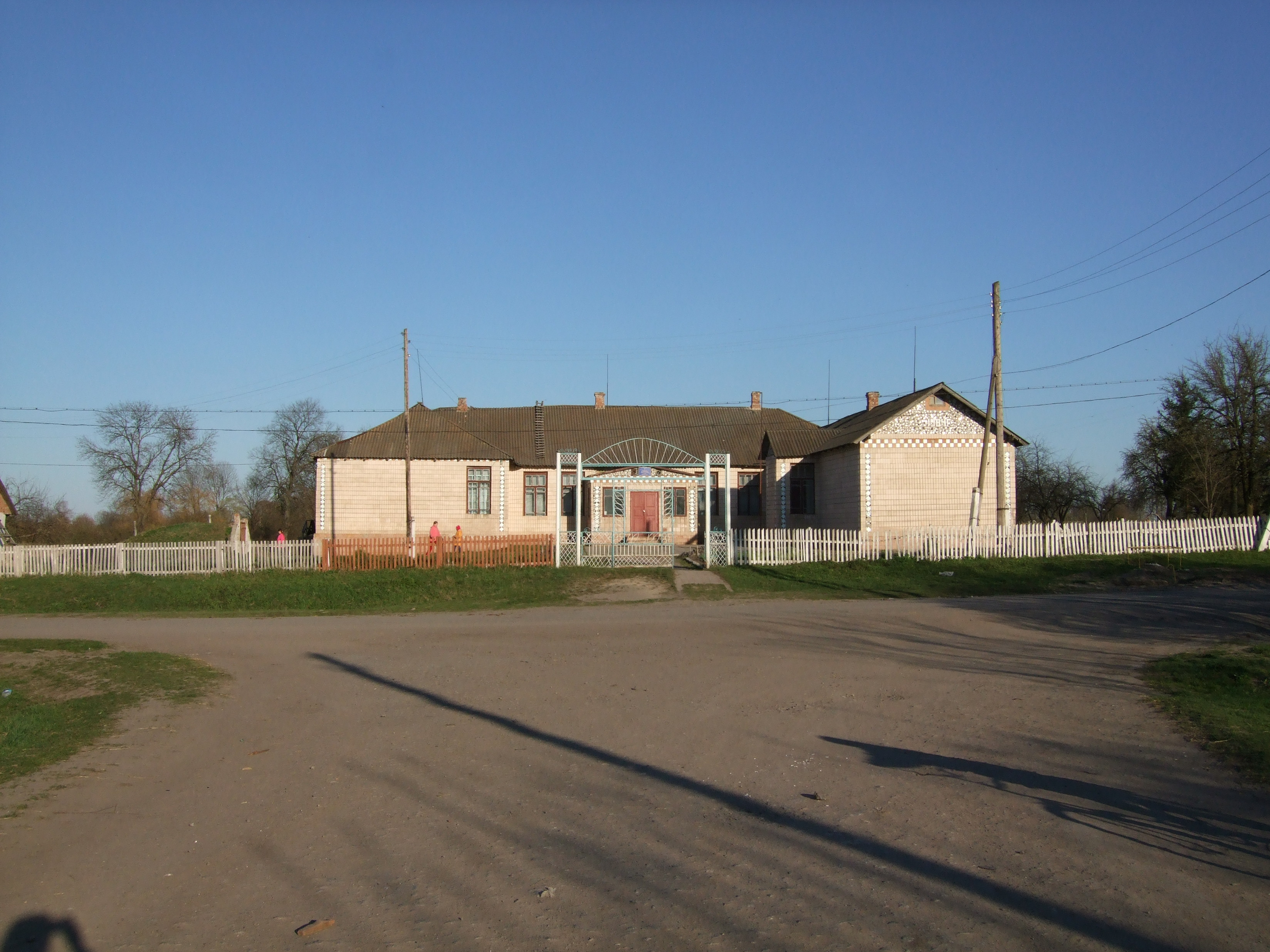

布里亞基（烏克蘭語：Буряки）是位於烏克蘭西北部日托米爾州別爾季切夫區的村莊，始建於1776年，面積26.63平方公里，海拔高度281米，2001年人口501。